# The Insight Eye
The Insight Eye è il secondo album della band technical death metal italiana Illogicist, pubblicato nel 2007 con la Candlelight Records.

## Tracce
1. The Insight Eye
2. Brain Collapse
3. Rooms Of Emptiness
4. The Absolute Or Nothing
5. Soundless Pain
6. Core
7. Be My Guide
8. Secrets Of Human Hate

## Formazione
- Luca Minieri (cantante, chitarrista)
- Diego Ambrosi (chitarrista)
- Emilio Dattolo (bassista)
- Marco Minnemann (batterista)